# Афанасьева, Татьяна Алексеевна
Татья́на Алексе́евна Афана́сьева (Афанасьева-Эренфест, нидерл. Ehrenfest-Afanassjewa; 19 ноября 1876, Киев — 14 апреля 1964, Лейден) — русская и нидерландская учёная, математик, физик.

## Биография
После смерти отца воспитывалась своим дядей в Санкт-Петербурге. В 1900 году окончила математическое отделение физико-математического факультета Высших женских курсов и в 1901—1902 годах вела практические занятия по математике. В 1902 году была направлена на стажировку в Гёттингенский университет, где слушала лекции Д. Гильберта и Ф. Клейна. Там же она познакомилась со своим будущим мужем Паулем Эренфестом, за которого 21 декабря 1904 года вышла замуж. У них было две дочери и два сына; одна из дочерей, Татьяна Павловна Эренфест-Аарден (1905—1984), также стала математиком.
В 1907 году Т. А. Афанасьева вместе с семьёй приехала в Петербург, а в 1912 году они уехали в Голландию, где П. Эренфест получил место профессора в Лейденском университете.
Т. А. Афанасьевой принадлежат важные исследования в области физики, теории подобия и анализа размерностей. В своих работах по аксиоматике термодинамики она показала логическую независимость двух утверждений, входящих во второе начало термодинамики — о существовании энтропии и о её возрастании в реальных адиабатических процессах — и дополнила классическую термодинамику следующими положениями:
- аксиомой о существовании термодинамического равновесия;
- аксиомой, запрещающей обратимость какого-либо нестатического (неравновесного) процесса;
- аксиомой, определяющей направление такого процесса;
- аксиомой о постоянстве знака абсолютной температуры (при выборе абсолютного нуля в качестве одной из реперных точек температуры).

## Фотографии

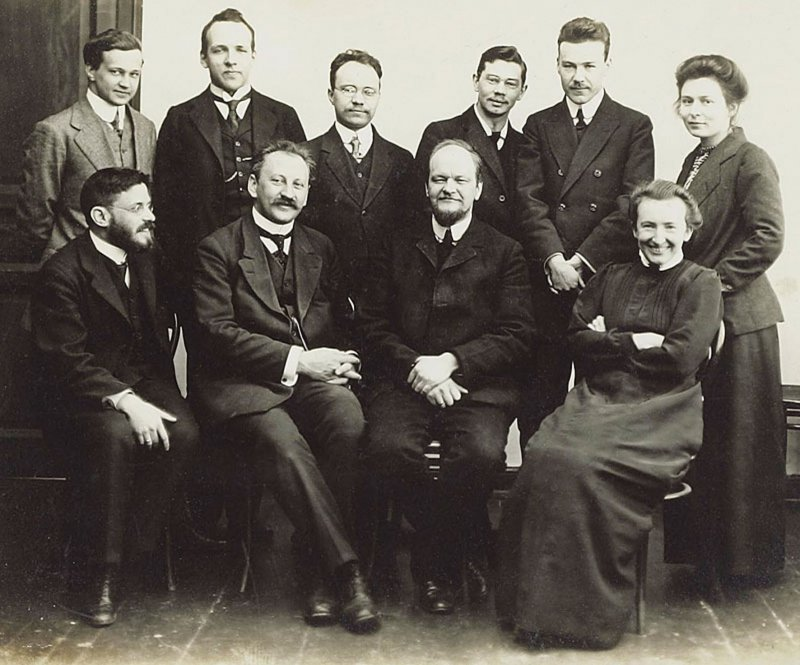
Участники петербургского кружка физиков, 1912. Сидят (слева направо): П. Эренфест, А. Иоффе, Д. Рождественский, Т. Афанасьева-Эренфест. Стоят: В. Чулановский, Г. Вейхардт, Л. Исаков, Г. Перлиц, В. Бурсиан, Я. Шмидт
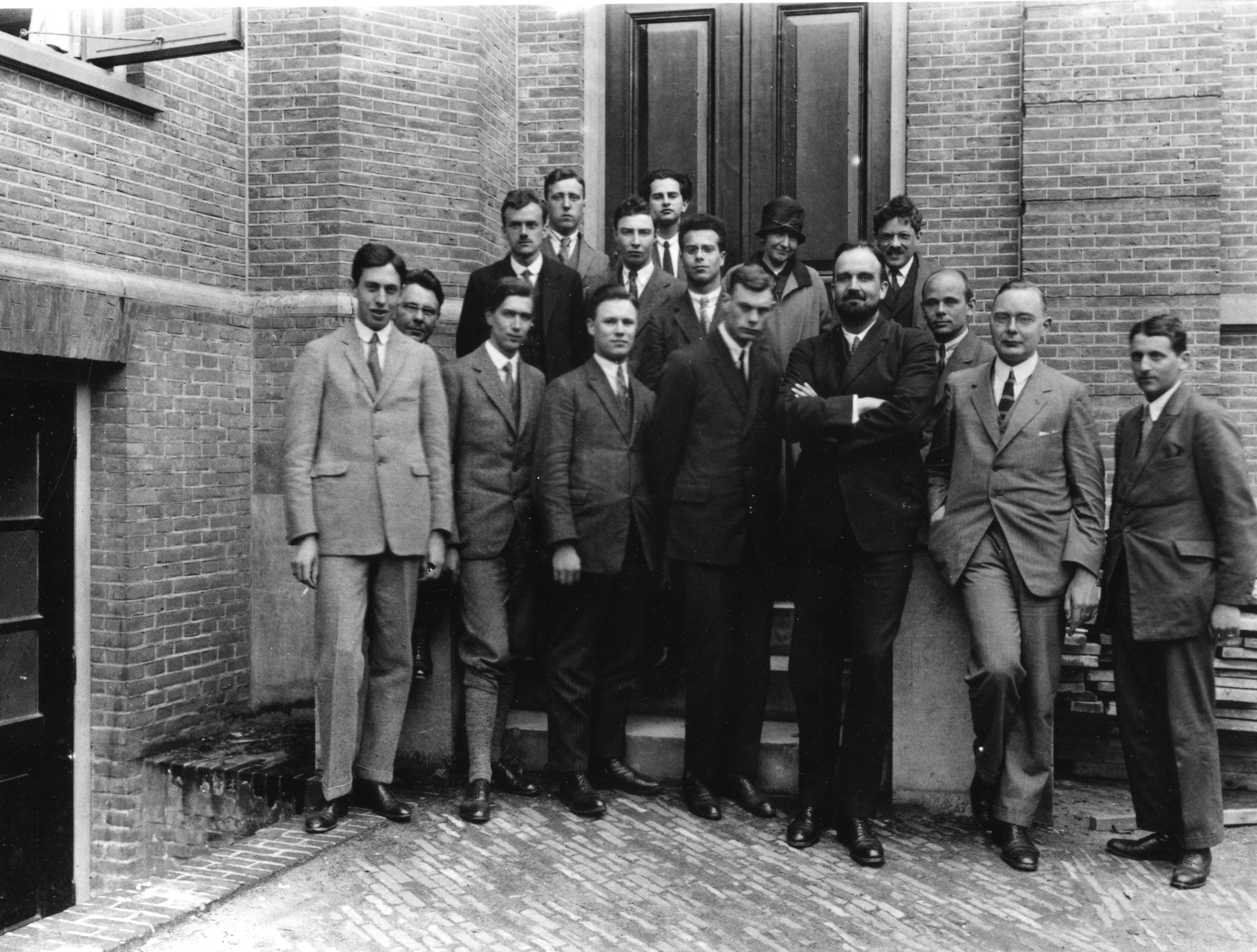
Лейден, лаборатория Kamerlingh-Onnes, 1926. Татьяна и Пауль Эренфест в заднем ряду справа
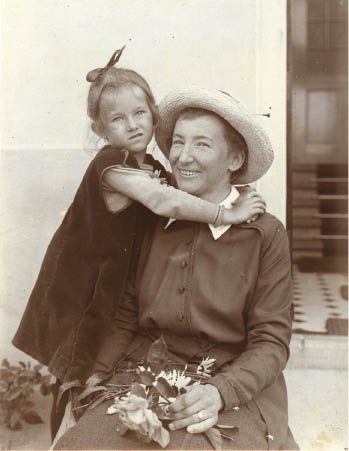
Татьяна с дочерью Галинкой (1910—1979) в 1916 г.
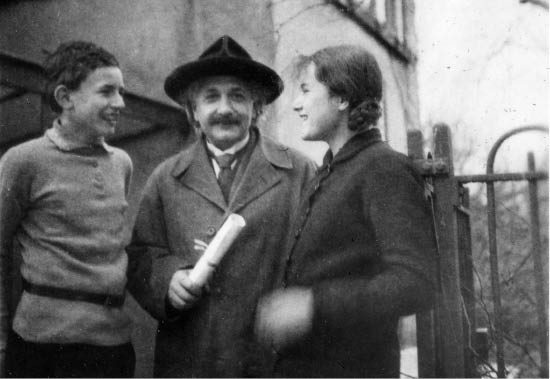
Павлик и Галинка с А. Эйнштейном, около 1930 г.
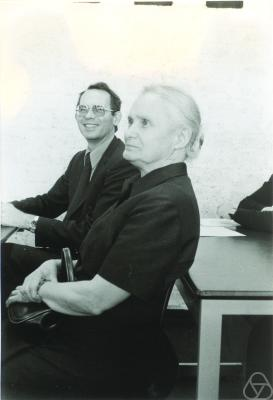
Дочь Татьяна ван Аарден-Эренфест (1904—1984) в 1977 г.
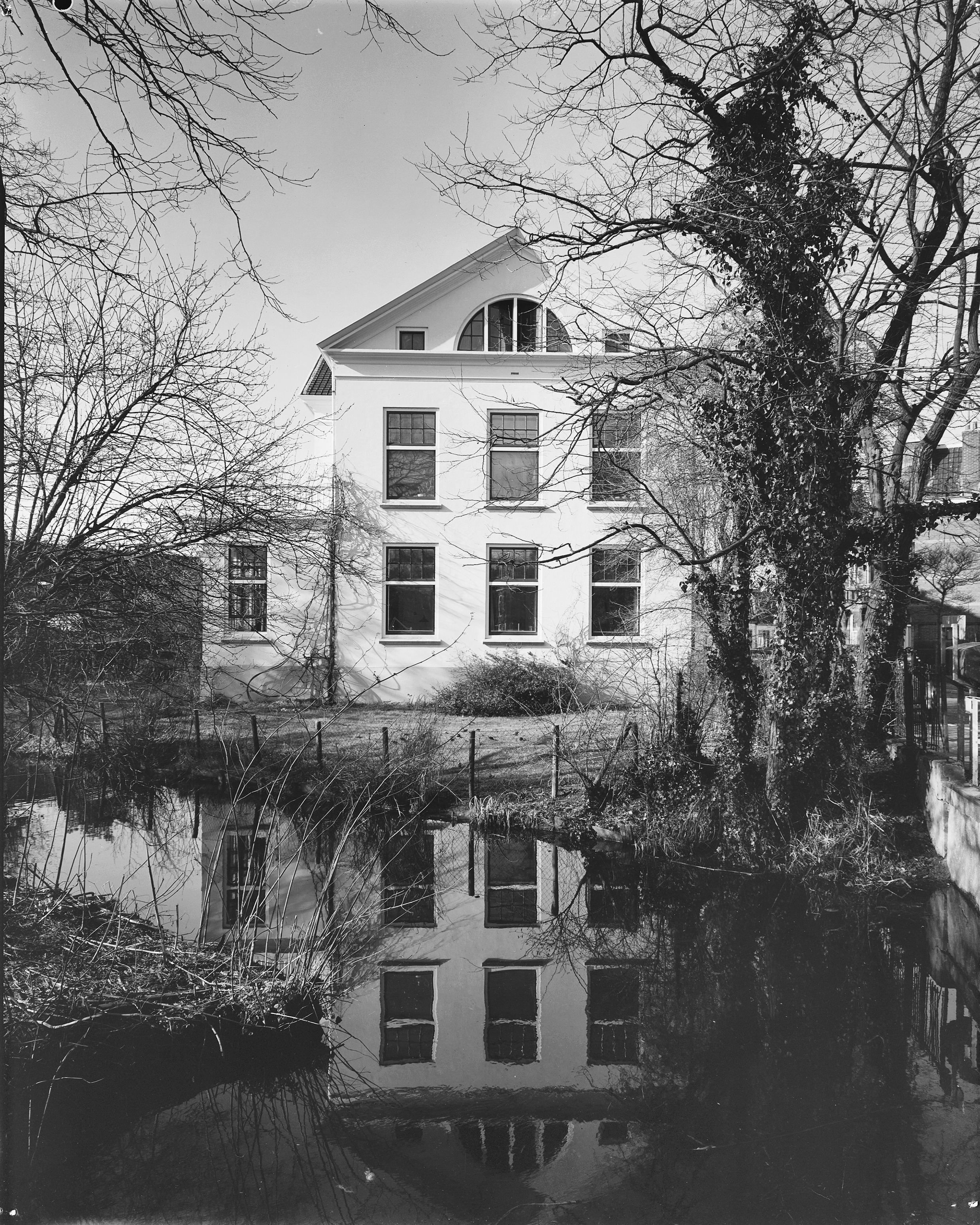
Дом Эренфестов в Лейдене, спроектированный Татьяной Афанасьевой
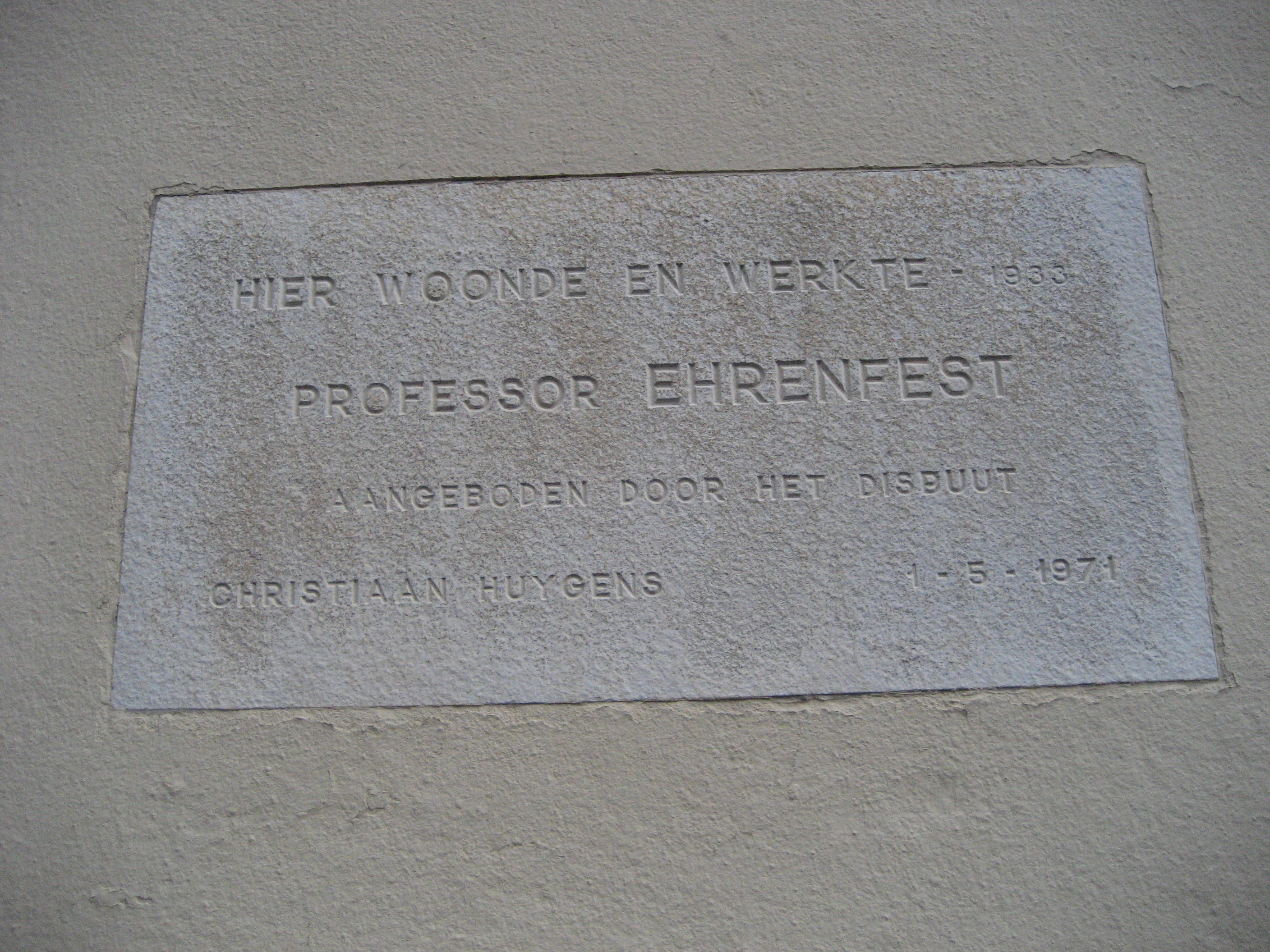
Мемориальная доска на доме Эренфестов (установлена в 1971 г.): Здесь жил и работал профессор Эренфест
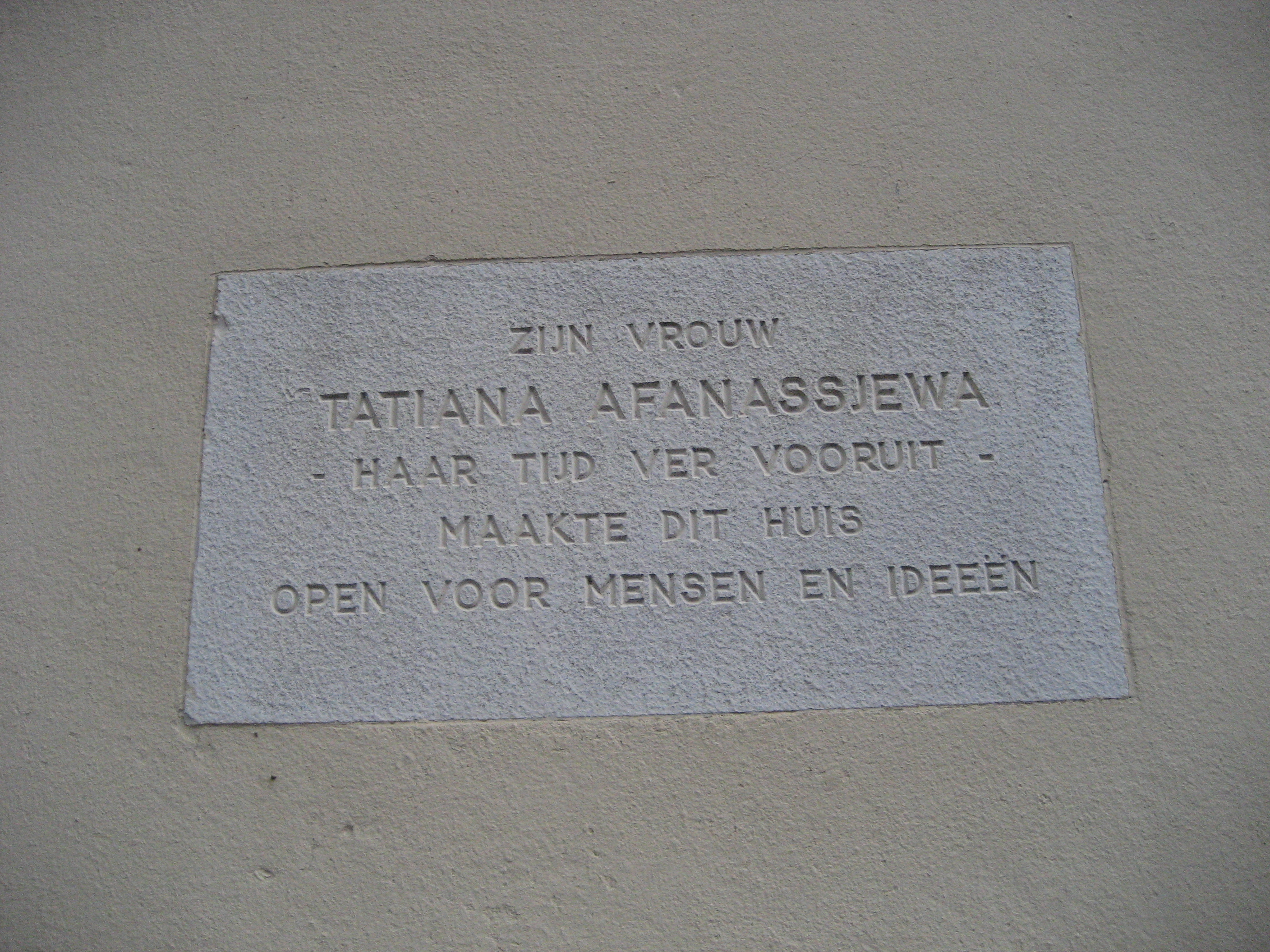
Мемориальная доска на доме Эренфестов: Его жена Татьяна Афанасьева, намного опередившая свое время, открыла этот дом людям и идеям